# SN 1950L
SN 1950L – supernowa odkryta 16 maja 1950 roku w galaktyce PGC 94270. W momencie odkrycia miała maksymalną jasność 19,90m.